# Charlotte Frederikke af Mecklenburg-Schwerin
Charlotte Frederikke af Mecklenburg-Schwerin (tysk: Charlotte Friederike) (født 4. december 1784, død 13. juli 1840) var en prinsesse af Mecklenburg-Schwerin, der var gift med Prins Christian Frederik af Danmark (den senere Christian 8.) fra 1806 til 1810.
Hun var datter af storhertug Frederik Frans 1. af Mecklenburg-Schwerin og mor til Frederik 7.

## Biografi

### Tidlige liv
Hertuginde Charlotte Frederikke af Mecklenburg blev født den 4. december 1784 i Ludwigslust i Mecklenburg som det syvende og yngste overlevende barn af den senere storhertug Frederik Frans 1. af Mecklenburg-Schwerin og Louise af Sachsen-Gotha.
Hertuginde Charlotte Frederikke voksede op med sine søskende ved forældrenes hof i Mecklenburg. Hun var et livligt barn, havde aldrig været plaget med strenge opdragere, gjorde hvad der passede hende uden hensyn til formaliteter, fandt venner blandt tjenestefolkene og klædte sig i spraglet tøj, stik mod tidens forskrifter.

### Ægteskab
Under en større rejse i Tyskland i 1804 opholdt hendes fætter, den danske prins Christian Frederik (den senere Christian 8.), sig i længere tid ved sin morbrors hof i Schwerin, hvor han forelskede sig i den to år ældre Charlotte Frederikke. Brylluppet blev fejret den 21. juni 1806 på slottet i Ludwigslust i Mecklenburg.
Parret slog sig i første omgang ned på slottet i Plön i Hertugdømmet Holsten. Her fødte Charlotte Frederikke den 8. april 1807 deres første barn, sønnen Christian Frederik, der dog døde samme dag, som han blev født. En datter født før ægteskabet skulle være jomfru Fanny.
Fra 1808 boede parret i København, hvor de flyttede ind i Levetzaus Palæ på Amalienborg. Her fødte Charlotte Frederikke den 6. oktober 1808 parrets eneste overlevende barn, sønnen Frederik Carl Christian, den senere Frederik 7., som hun livet igennem kaldte Frits. De overtog sidenhen også Sorgenfri Slot som sommerresidens.
Prinsesse Charlotte Frederikke var meget optaget af de tanker, der tog deres udspring i den franske revolution og sværmede for tanken om det enkelte menneskes frihed på en tid med enevældens hævdelse af det hierarkiske samfund. Tonen ved hoffet var stiv og traditionsbunden, og det passede hende ikke, da hun var vant til en friere tone hjemmefra, og hun gjorde sit bedste for at ændre på det. En vinteraften under et selskab, som formodentlig kedede hende, lod hun tjenerne bringe sne op og gav sig til at kaste med snebolde.
Hun var ødsel og konstant i pengemangel trods en rigelig apanage. Så måtte ægtefællen Christian Frederik træde til, og hvis han protesterede, overfusede hun ham foran tjenerne. Over for kronprinseregenten måtte Christian Frederik også ofte undskylde sin hustrus opførsel. I et brev skriver han, at han har haft en alvorlig samtale med hende, og at hun har "indset sine fejl og lovet bedring og det af et oprigtigt hjerte, det er jeg overbevist om." Men hendes løfter holdt kun kort.
I oktober 1808 fødte hun en søn, den senere Frederik 7. Hendes moderglæde var stor, men den forandrede ikke hendes opførsel.

### Skilsmisse og liv i Horsens
Da Christian Frederik erfarede, at prinsessen havde et forhold til sin sanglærer, komponisten Edouard du Puy, blev parret separeret 1809 og skilt 1810.
Charlotte Frederikke blev forvist til Horsens og fik af kongen Frederik 6. forbud mod at se sin søn igen trods gentagne skrivelser, der kunne slutte med udtryk som "Kys Frits tusinde gange fra mig." Hun ændrede ikke adfærd efter forvisningen, fortsatte med at chokere omgivelserne med bizarre påfund og var konstant i pengemangel som følge af umådeholden godgørenhed. Hun bagtalte sin forhenværende ægtemand og gav ham skylden for alle sine vanskeligheder.
J.J.A. Worsaae skrev i nogle noter til et værk, der aldrig blev færdigt: "Fra min barndom i Vejle beretninger fra nabobyen Horsens om den såkaldte "gale" prinsesse Charlotte Frederikke, der af Frederik d. Sjette var forvist. - Hendes eget udsagn: Ansigt som en engel, krop som en skruptudse og sind som en djævel. Egentlig godmodig, men lunefuld, usandfærdig, umoralsk, trodsig og selvrådig. Umuligt at gengive de fast utrolige, men dog pålidelige historier fra hendes hof... Min bedstemor om Torrild-banken, hvor hun trillede sig ned ad til stor skandale for alle."

### Senere liv
Hun levede et lystigt liv i Horsens fra 1810 til 1829, da hun flyttede til Rom efter først at have fået tilladelse til at foretage en kurrejse til Karlsbad og derefter fået den udvidet således, at hun ikke behøvede at vende hjem. På rejsen var hun ledsaget af oberstløjtnant Fritz Paulsen, som blev gift med den datter, Thorvaldsen fik med Anna Maria Uhden. Charlotte Frederikke bosatte sig i Palazzo Bernini på Roms hovedgade, via del Corso under navn af fru von Gothen. Snart optrådte hun med fyrstelig værdighed, behængt med uægte smykker; snart samtalte hun med jævne mennesker på et meget folkeligt sprog. Venskabet med Thorvaldsen holdt livet igennem, på trods af deres store skænderier hver gang, hun ville låne penge af ham.
I 1839 døde Frederik 6. Hun håbede da snart at skulle se sin Frits igen, men blev selv få måneder senere ramt af feber.
Hun døde 55 år gammel den 13. juli 1840 i Rom. I lighed med Albert Küchler blev hun gravlagt på Camposanto Teutonico (den tyske kirkegård) i Vatikanet. Gravmælet for Charlotte Frederikke blev finansieret af hendes søn Frederik 7.